# Laure Thibaud
Pour les articles homonymes, voir Thibaud.
Laure Thibaud, née le 2 juillet 1978 à Nîmes, est une nageuse synchronisée française.

## Biographie
Laure Thibaud intègre l'équipe de France en 2000. Elle remporte la médaille de bronze en duo avec Virginie Dedieu aux Championnats d'Europe de natation 2004. Elle fait aussi partie de la sélection française de natation synchronisée aux Jeux olympiques d'été de 2004 ;  elle met un terme à sa carrière cette année-là.